# Zsóry Gyógy- és Strandfürdő
A Zsóry Gyógy- és Strandfürdő (a köznyelvben Zsóry-fürdő) Mezőkövesd gyógyvizű fürdőhelye.

## Fekvése
A fürdő a Mezőkövesdhez tartozó, a város nyugati határszéle mentén kialakult Zsórifürdő városrész területén található. A körülötte létrejött üdülőtelep azonban mostanra annyira kiterjedt, hogy egy kisebb – mintegy 15 utcányi – része ma már Szihalom község határai közé esik.

## Története
Zsóry Lajos 1938-ban engedélyezte, hogy saját birtokán kőolajfeltáró fúrást végezzenek. A fúró nem hozott fel ugyan olajat, de 1939. február 25-én a fúrást végző emberek meglepetésére, 875 m mélységből, triászkori víztárolóból gejzír módjára 30 méteres melegvízoszlop tört fel. A kút percenként előbb 3000 liter, majd három hét múlva már 5000 liter 68 °C-os vizet adott. 
Zsóry Lajos kifizette a fúrás során földbe helyezett csövek ellenértékét, s így 1940. január 1-jétől palackozott formában hozhatta forgalomba az ásványvizet, majd 1940 júliusában megnyitotta az első 35×18 méteres fürdőmedencét, amely most uszoda. Még ugyanabban az évben elkészítették a víz vegyelemzését és gyógyhatásainak vizsgálatát.
A későbbi ismételt vizsgálatok is egyértelműen igazolták, hogy a mezőkövesdi ZSÓRY termálvíz értékes ásványvíz, nevezetesen kalcium-, magnézium-, hidrogén-karbonátos és nátrium-kloridos hévíz, amely igen jelentős szulfidion-tartalmánál fogva a kénes gyógyvizek csoportjába tartozik. Gyógyhatását tekintve a gyógyvíz nemcsak Magyarország természeti kincseinek egyik legértékesebbike, hanem európai viszonylatban is számottevő.
Az első fúrást az 1960–1970-es években további három, majd 1988-ban még egy követte. A kutak ellátják a jelenlegi 11 hektáron fekvő fürdőegységet, amely magába foglalja:
az 50×30 m nagyságú, 1,30 m mélységű, megosztott területű, 33–37 °C-os termálvizes nyitott medencét, a 7×12 m nagyságú, 1 m mélységű, 37 °C-os nyitott gyógymedencét,
az 50×20 m nagyságú, 0,2–2,5 m mélységű, 24 fokos vizű hullámmedencét, a 64 m belső átmérőjű, 1–1,4 m mélységű, 24 fokos körmedencét, a 20×11 m nagyságú, 0,8 m mélységű, háromrészes, 36, 38 és 40 fokos fedett gyógymedencét, s a hozzá csatlakozó, 33×17 m nagyságú, 24–26 °C-os vizű, feszített víztükrű fedett úszómedencét, valamint a gyógyászati részt egy súlyfürdőmedencével, öt kádfürdővel, melyek közül három víz alatti vízsugármasszázs-kezelésre is alkalmas, további iszappakolásra és gyógymasszázsra alkalmas kezelőhelyiségekkel, szaunával.
Az Egészségügyi Minisztérium 1968-ban a ZSÓRY I. és II. sz. hévízkutak vizét gyógyvízzé, 1983-ban a Mezőkövesdi Gyógy- és Strandfürdőt országos jelentőségű gyógyfürdővé nyilvánította. 
A ZSÓRY-fürdőtől 400 m-re 1986-ban 156 ágyas Megyei Reuma Kórház épült, amelynek legfőbb terápiás lehetőségét, a balneoterápiát szintén a fürdő biztosítja.
A fürdőt 1994-től a Városgazdálkodási Rt. Üzemelteti, amely Mezőkövesd város tulajdonában áll. Még ebben az évben lebontották a régi kabinok maradványait és helyükön stílusában az uszodához illeszkedő 8 egységes pavilonsort építettek. 1997-ben új légkondicionáló berendezést szereltek fel a gyógyfürdőben, valamint az öltözőjének teljes felújítása is megtörtént. Az uszodába padlófűtést szereltek be és szaunát építettek.
1999-ben új gyógyfürdőbejáratot készítettek, valamint fűtéskorszerűsítés, 2000-ben a hullámmedence burkolatának teljes cseréje történt, 2001-ben pedig egy új 100 m³-es gyermekmedencét építettek. 2004 májusában átadták az új gyógyászati részleget, valamint az új csempézett szabadtéri gyógymedencét. Elkészült az élménymedence, öt dögönyözővel, egy gombával és pezsgőpadokkal. Átadták a fedett részben található hatszemélyes jakuzzit. 2005-ben készült el a körmedence burkolatának cseréje, valamint új élményelemekkel is bővült, úgymint csúszda, zuhatagok, sodrófolyosó. A 2004-es és 2005-ös fejlesztések a PHARE-program támogatásával valósultak meg. Jelenleg is több pályázat készül; ROP-pályázat keretében az ikermedence felújítására, új wellnessrészleg és öltözők építésére valamint a műszaki infrastruktúra fejlesztésére.

## A gyógyvíz összetétele
1983-ban nyilvánították gyógyfürdővé. A Zsóry gyógyvíz kémiai hatását a jelentős kalcium-, magnézium-, klorid-, hidrogén-karbonát- és szulfidion-tartalma határozza meg.
Az összes oldott ásványi anyag tartalma 3,5–3,89 g/l, amely magasan meghaladja az ásványvízzé nyilvánítás 1 gramm/liter értékét. Az átlag 15,5 mg/l szulfidion-tartalma a legmagasabb Magyarország összes kénes gyógyvizei között.
A kén a bőrön át felszívódik, értágító hatása révén csökkenti a vérnyomást, javítja az erek, beleértve a koszorús erek vérellátását, az erek falának kéntartalmát, ezáltal csökken azok koleszterintartalma és így az érelmeszesedés veszélye is. A kénes fürdő gyulladáscsökkentő hatású. Élénkíti a légzést, javítja az anyagcserét, a degeneratív ízületi betegségeket gyógyítja. A szulfidion bizonyos bőrbetegségek gyógyításában is szerepet játszik. A Zsóry-víz kalcium-, magnézium- és hidrogén-karbonát-tartalmánál fogva gyulladáscsökkentő hatású.
Magas kloridtartalma fokozza a szervezet ellenálló-képességét, élénkítő és általános erősítő hatása van.
A rengeteg áldásos hatás következtében a mezőkövesdi gyógyvíz sikerrel alkalmazható fürdőkúra formájában számos betegség gyógyításánál.

## Megközelítése
A fürdő (és a körülötte kialakult üdülőtelep) igen jó megközelíthető, mivel közvetlenül a 3-as főút mellett, annak északi oldalán fekszik.
Az ország távolabbi részei felől kényelmes megközelítési lehetőséget nyújt az M3-as autópálya is, melynek mezőkövesdi lehajtójától a 2006-ban átadott, a város belterületeit délnyugat felől elkerülő 331-es főúton érhető el.

## Emlékterem
2019. május 1-jén adták át a fürdőben kialakított emléktermet, amely Zsóry Lajos emlékét őrzi. A terem anyagát Szlovák Sándor és felesége állította össze.

## Képgaléria

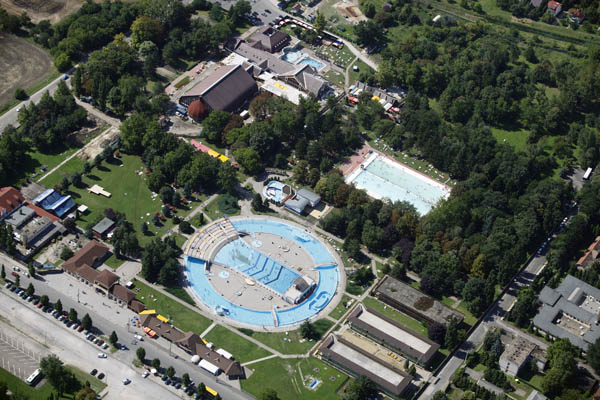
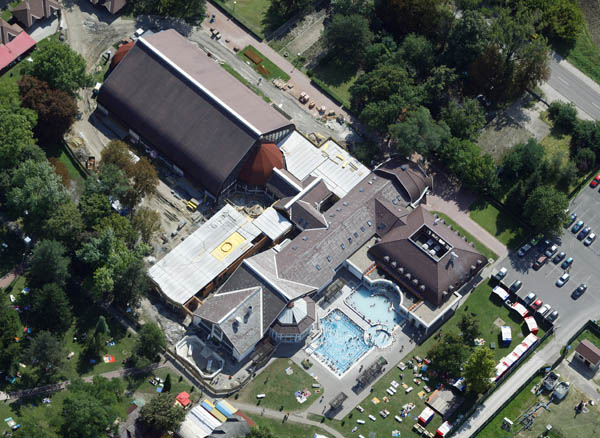
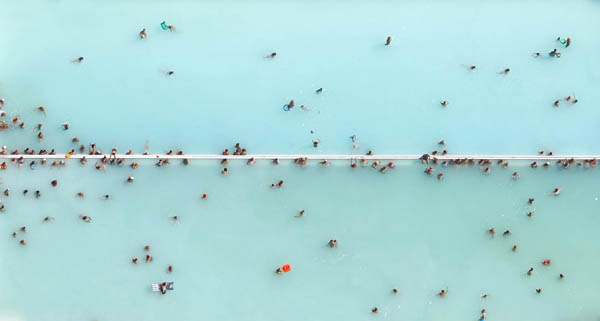
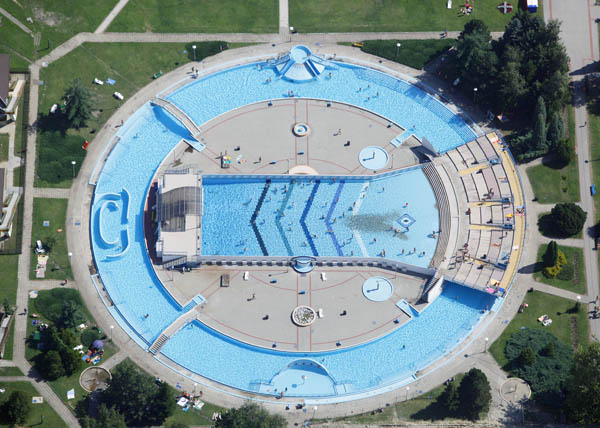

## Külső hivatkozások
- Milliárdos beruházás a Zsóryban[halott link]
- Zsóry Gyógy- és Strandfürdő honlapja
- ÁNTSZ - Országos Gyógyhelyi és Gyógyfürdőügyi Főigazgatóság